# Brihaspa
Brihaspa és un gènere d'arnes de la família Crambidae.

## Taxonomia
- Brihaspa abacodes Meyrick, 1933
- Brihaspa atrostigmella Moore, 1867
- Brihaspa autocratica Meyrick, 1933
- Brihaspa chrysostomus Zeller, 1852
- Brihaspa frontalis (Walker, 1866)
- Brihaspa nigropunctella Pagenstecher, 1893